# Hans Antonsson
Hans Yngve Antonsson, född 8 november 1934 i Trollhättan, död 2 september 2021, var en svensk brottare.
Antonssons brottningsgren var fristil och han brottades för Uddevalla IS. Hans främsta merit torde vara en bronsmedalj vid Olympiska sommarspelen 1960 i Rom.
Hans Antonsson är begravd på Gustavsbergs kyrkogård.